# 우리나라
우리나라는 한국어에서 한국을 에둘러 가리키는 표현 중 하나이다. 표준국어대사전에서는 "우리 한민족이 세운 나라를 스스로 이르는 말"로 정의하고 있다.
국립국어원에 따르면 한민족이 세운 나라만을 가리키는 합성어이므로 띄어쓰기를 하지 않는다. 반면 외국인이 본인의 나라를 가리키는 경우에서는 '우리 나라'로 띄어 쓰도록 되어 있다.
'우리'를 '저희'라는 높임말 바꾼 '저희나라'라는 표현도 존재하나, 이는 자신을 낮추고 상대를 높인다는 의도라는 점에서, 같은 한국인끼리 사용하는 상황에도, 외국인을 대상으로 소개하는 상황에서도 알맞지 않다는 지적이 존재한다.

## 같이 보기
- 한국의 나라 이름
- 우리말
- 조국 (우리 나라)